# Bitva u Chotynu (1621)
Bitva u Chotynu nebo také chotynská válka nebo též česky bitva u Chotína (polsky: wojna chocimska; turecky: Hotin Muharebesi) byla kombinovaným obléháním a sérií bitev, které se odehrály mezi 2. zářím a 9. říjnem roku 1621 mezi polsko-litevskou unijní armádou podporovanou kozáky, které velel litevský velkohejtman Jan Karol Chodkiewicz, a invazivní osmanskou armádou vedenou sultánem Osmanem II., která byla zastavena až prvním podzimním sněžením. Dne 9. října, z důvodů pokročilosti roční doby a utrpěných těžkých ztrát (kvůli nezdařilému útoku na unijní opevnění) zanechali Osmané obléhání a bitva byla zakončena patovou situací, což také dokazuje mírová dohoda, kdy některé její části jsou příznivější pro Osmany, zatímco jiné jsou zase příznivější pro Unii. Chodkiewicz zemřel 24. září 1621 krátce před začátkem vyjednávání s Turky.

## Název
Chotyn (česky též Chotim nebo Chotin) byla dobyta a držena mnoha státy, což je důvodem častých změn jejího názvu (ukrajinsky: Хотин; polsky: Chocim; rumunsky: Hotin; turecky: Hotin; rusky: Хоти́н; transliterací: Chotín).

## Předehra

### Napětí mezi Polsko-litevskou unií a Osmanskou říší
Ke konci 16. století a na počátku 17. století se polsko-litevští magnáti rozhodli intervenovat do záležitostí Moldavska, vazalského státu Osmanské říše již od jeho dobytí Mehmedem II. v 15. století. Navíc byli Osmané pobouřeni neustálými nájezdy kozáků, jakožto formálně poddaných Unii, na jejich území.
V tu samou dobu řádila po Evropě třicetiletá válka. Unie se jí relativně vzato neúčastnila, ale polsko-litevský král Zikmund III. Vasa poslal elitní a nemilosrdné žoldnéře lisovčíky na pomoc jeho habsburským spojencům do Vídně, poněvadž byl jeho švagr císařem. Roku 1619 porazili Jiřího Rákócziho ze Sedmihradska v bitvě u Humenného. Gabriel Betlen, kníže Sedmihradska, zažádal sultána Osmana II. o pomoc. Sultán souhlasil a velká osmanská armáda se shromáždila k odvetné invazi do Polsko-litevské unie.

### Tažení roku 1620
Dne 20. září 1620 osmanská armáda pod velením místodržitele Očakiva (tatarštinou: Özü) Iskandera Paši rozdrtila Unijní armádu v bitvě u Cecory, zajala Stanisława Koniecpolského, sťala Stanisława Żółkiewského:s.347 a poslala tatarské nájezdníky, aby vyplenili jižní Polsko.[zdroj?] Tažení bylo na zimu pozastaveno a obě strany obnovily své nepřátelství následujícího roku.

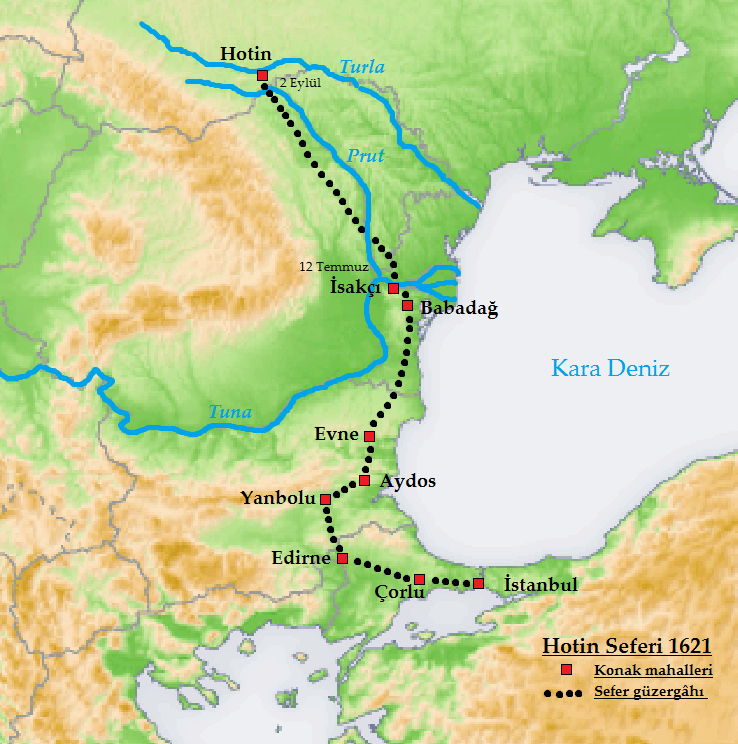
Cesta osmanské armády směrem ke Chotynu, kde dorazila 2. září 1621.

### Tažení roku 1621

#### Osmanské síly
V dubnu roku 1621 armáda o počtu 120 000 až 160 000 vojáků (zdroje se rozcházejí) vedená Osmanem II. postupovala z Konstantinopole a Edirne směrem k polsko-litevským hranicím. Chán Budžakské hordy Těmir-chán a krymský chán Kanybek Girej se připojili na stranu Osmanů. Přibližně 25 % osmanského vojska bylo složeno z vojáků jejich vazalských států: Tatarů, Moldavanů a Valachů, dohromady čítajíc asi 13 000 jednotek. Osmanská armáda měla okolo 66 těžkých děl. Když dorazila do oblasti v blízkosti Jasy, tak z 26. na 27. července[nedostupný zdroj] došlo k rozdělení bakšiše (turecky: bahşiş) pro 34 825 placených kapikuluských vojáků (turecky: kapıkulu; dvorní jednotky tureckých sultánů), což bylo regulérní vojsko.[nedostupný zdroj] Každý obdržel 1 000 akçí a dohromady tak bylo vyplaceno 34 825 000 akçí.[nedostupný zdroj]

#### Unijní síly
Mezitím se polsko-litevský Sejm, otřesený porážkou z minulého roku, rozhodl zvýšit daně a financovat větší armádu, stejně jako naverbovat velké množství kozáků. Velitel unijních sil, litevský velkohejtman Jan Karol Chodkiewicz, překročil v září roku 1621 Dněstr s přibližně 20 000 až 35 000 vojáky, k nimž se připojilo dalších 10 000 pod velením budoucího polsko-litevského krále, korunního prince Vladislava Vasy.:s.369 Tato armáda čítala 30 000 mužů (18 000 jezdců, 12 000 pěchoty) a jejich spojenecká armáda kozáků vedená Petrem Konaševičem-Sahajdačným byla složena z 25 000 až 40 000 mužů, převážně pěchoty,:s.368 and about 22 guns.:s.369 a okolo 22 děl.

## Bitva

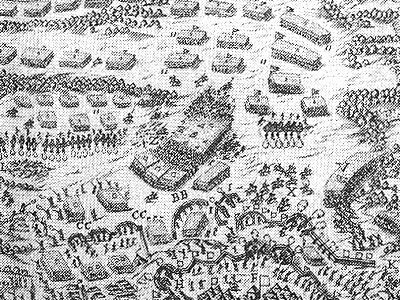
Dobová kresba bitevních formací a obrany pro bitvu u Chotynu (1621)

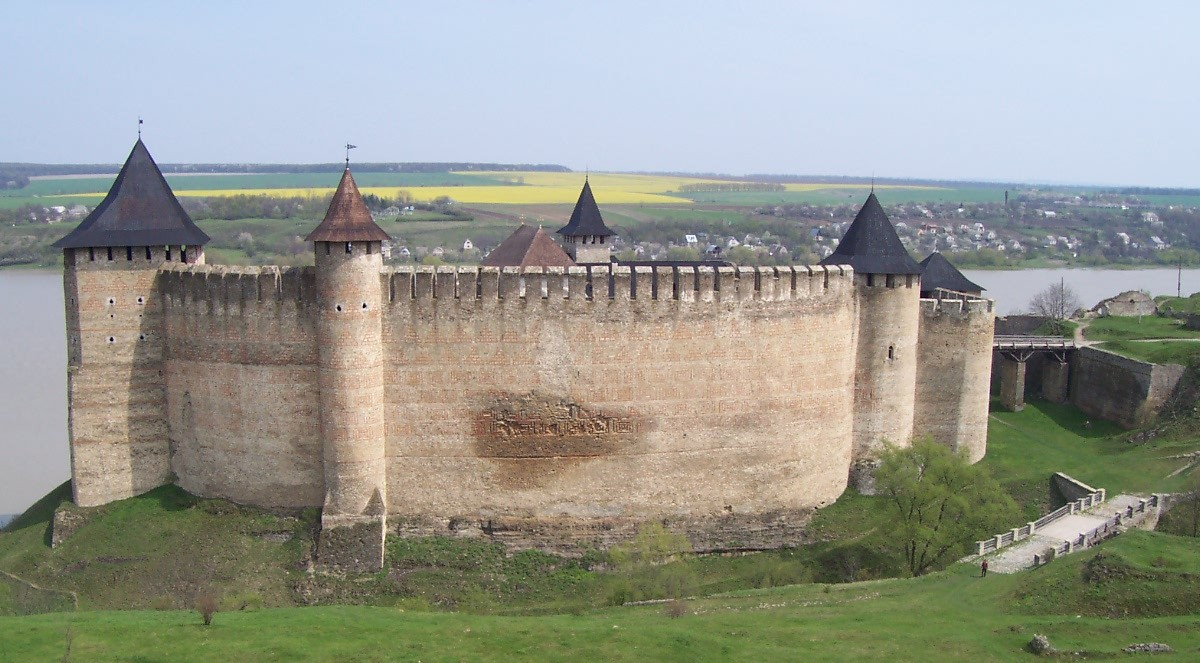
Vnitřní Chotynská pevnost jakožto středobod obrany. Většina bojů se odehrála na vnější oblasti, kterou tento snímek nezobrazuje.

### Unijní plán boje
Polsko-litevská armáda dorazila 24. srpna nedaleko Chotynu a začala opevňovací práce poblíž Chotynské pevnosti, která blokovala cestu pochodujícím Osmanům.:s.570 Armáda se řídila běžnou unijní obrannou strategií, když čelila početným osmanským jednotkám. Ta zahrnovala pružnou obranu v podobě stavby samostatných opevnění před obranami vojenských táborů. Tyto terénní práce byl uzpůsobeny tak, aby umožňovaly využití jezdeckých protiútoků. Jezdecké protiútoky byly klíčové, protože Unie silně spoléhala na elitní okřídlené husary a kozáky. Pevnost byla za opevněními a řeka Dněstr je ohraničovala. Samotný vojenský okruh byl rozdělen do tří sekcí: pravé křídlo pod velením hejtmana Chodkiewicze, střed pod velením korunního prince Vladislava a levé křídlo pod velením regimentáře (zástupce hejtmana) Lubomirského. Kromě toho byly dva opevněné vojenské tábory umístěny před hlavní obrannou linií, kde se nacházeli kozáci a žoldnéři (slavná jednotka lisovčíků).

#### Osmanské a kozácké výpady
Dne 27. srpna provedlo detašované jezdectvo kozáků sebevražedný nájezd, čímž pozdrželo blížící se osmanské síly. Ztráty způsobené nepříteli několikrát převyšovaly útočící kozáky, ale samotné jezdectvo tím bylo málem zničeno. Dne 31. srpna na oplátku osmanská jízda udeřila na kozácké síly mimo tábor. Osmané se pokoušeli kozáky rozehnat a odříznout je od hlavních polsko-litevských sil, ale neuspěli. Během 2. září dorazila hlavní osmanská armáda a obléhání začalo den poté, co se kozáci připojili k polsko-litevskému táboru.:s.368

### Obléhání

#### Osmanský útok
Dne 2. září se Osmané pokusili prolomit nedokončený kozácký tábor. Kozáci se dočkali posil od polsko-litevské armády a udrželi své pozice. Dne 3. září proběhl další osmanský útok mířený na křídlo regimentáře Lubomirského s hlavními opevněními. Útok byl obránci úspěšně zastaven. Odpoledne zaútočily velké osmanské síly na kozácký tábor. Započal nelítostný boj. Osmané byli nakonec odraženi a kozákům se podařilo dostat za ně do jejich tábora, odkud se vrátili s bohatou kořistí. Následujícího dne se Osmané znovu pokusili obsadit kozácký tábor, ale opět selhali. Unijní protiútok dokázal zneškodnit několik nepřátelských děl na jejich pozicích.:s.369 Zkušené polsko-litevské oddíly byly schopny obstát osmanským výpadům, protože nepřátelské síly čítaly až příliš velké množství jezdectva a mnoho nezkušených dělostřelců na to, aby mohly být efektivní.
Dne 7. září osmanské jednotky čtyřikrát zaútočily na kozácký tábor, ale byly odraženy. O půlnoci osmanští vojáci udeřili na unijní tábor, který do té doby nebyl napadnut. Janičáři využili nedostatku ostražitosti obránců a během doby, kdy spali, zaútočili na pravé křídlo unijní armády, vtrhli do zákopového opevnění a pozabíjeli okolo stovky pěšáků. Janičáry se podařilo odrazit, ale očekával se další útok.

#### Unijní protiútok
Přibližně 10 000 Osmanů se přesunulo do útoku, jenže v tu samou chvíli provedly protiútok tři husarské eskadry a jedna eskadra rejtarů o celkové velikosti mezi 600 až 650 muži pod osobním velením Chodkiewicze. Sipahíjové nemohli tomuto útoku odolat a dali se chaoticky na ústup. Chodkiewicz je se svým jezdectvem pronásledoval až do tábora. Osmanské ztráty činily více než 500 zabitých a unijní ztráty 30 zabitých. Jezdecký protiútok měl za následek velký počet obětí a rozsáhlý vliv na morálku osmanské armády.
Dne 10. září Chodkiewicz navrhl uskutečnit noční útok. Ten byl připraven k noci z 12. na 13. září, ale těsně před útokem začalo hustě pršet a akce musela být zrušena. Odplatou kozáci následně popravili Borodavka (bývalý hejtman záporožských registrovaných kozáků viněný za porážku v Moldavsku).:s.370

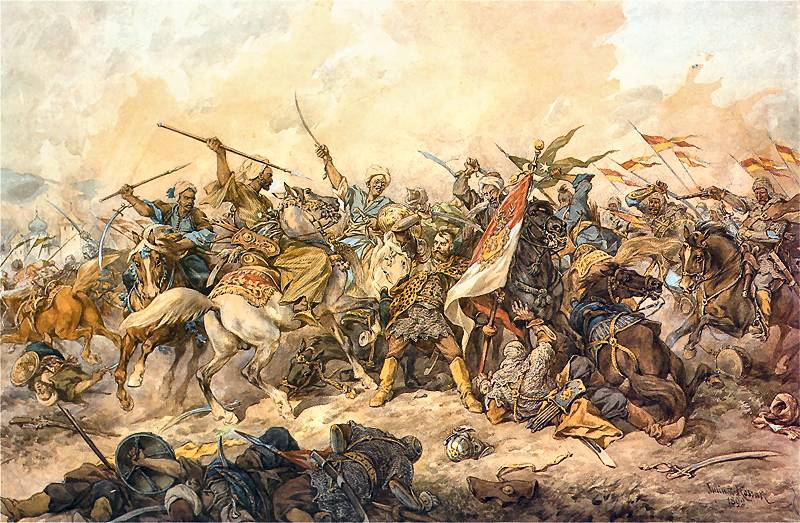
Obrana polské zástavy u Chotynu podle Juliusze Kossaka (1892)

#### Pokračující osmanské útoky
Po několika na životech drahých a neúspěšných útocích v prvním týdnu obléhání se Osmané pokusili obsadit pevnost přerušením jejího zásobování a odříznutím od možných posil v naději, že obyvatelé pevnosti podlehnou hladu a nemocem.:s.370 Dne 14. září byl postaven dočasný most přes řeku Dněstr, který dovoloval Osmanům znemožnit unijní pevnosti užívání řeky pro komunikaci s nedalekou pevností v Kamenci Podolském. To taktéž umožnilo Osmanům přesunout některá z jejich děl na druhou stranu řeky a bombardovat unijní síly zezadu. Dne 15. září byl odražen další osmanský útok.

#### Kozácký nájezd
Během noci 18. září kozáci vtrhli do osmanského tábora na řece Dněstr. Útok byl úspěšný a protivník utrpěl těžké ztráty. Podobný přepad se odehrál z noci 21. na 22. září. V tomto případě bylo cílem ležení velkovezíra Ohriliho Hüseyina Paši, který téměř padl do zajetí. Podobné počínání zvedlo morálku unijních jednotek.:s.371

#### Ztenčování zásob
Ačkoli byli obránci oslabení, nepodařilo se Osmanům zničit jejich morálku. Zatímco obráncům docházelo jídlo a zásoby, tak měli Osmané podobné problémy. Dne 24. září, pár dnů před zrušením obléhání, ve svém táboře zemřel na vyčerpání a nemoc starý velkohejtman Chodkiewicz.:s.570 Po něm, jakožto druhý v tamní vojenské hierarchii, stanul v čele polsko-litevských sil již 23. září regimentář Stanisław Lubomirski, kdy mu skomírající hejtman předal velení. Dne 25. září Lubomirski nařídil svým oslabeným silám stáhnout se a obsadit menší a kratší obrannou linii; Osmané se pokusili o další útok v naději, že obránci budou dezorganizovaní, ale opět se jednalo o neúspěšný pokus. Závěrečný útok byl zastaven dne 28. září.:s.372
Pokročilost roční doby, ztráta přibližně 40 000 mužů v bitvě, celkové vyčerpání osmanské armády a fakt, že jeho velkým vojenským silám docházely zásoby, donutili Osmana II. přijmout nabídku obránců, aby začalo vyjednávání,:s.570 přestože byly polsko-litevské síly skoro bez zásob (legenda praví, že ke konci obléhání zbýval unijní armádě poslední sud střelného prachu).

## Následky

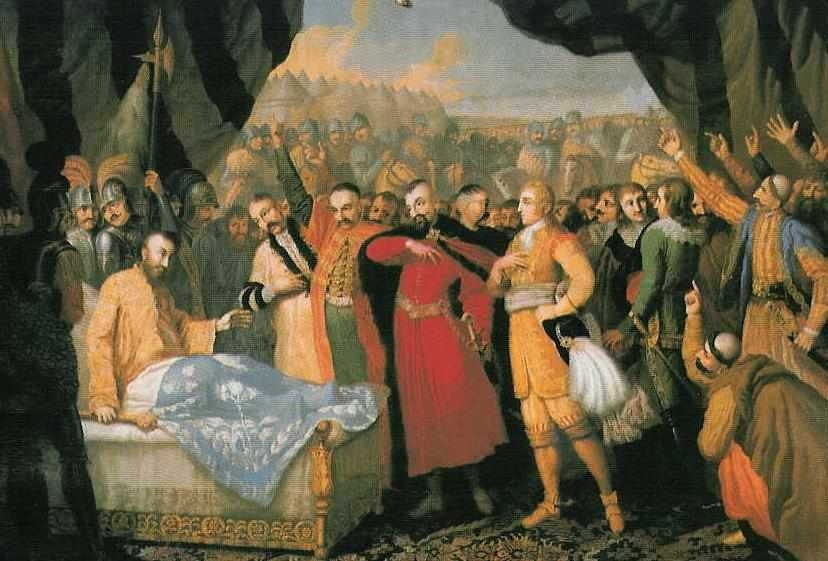
Smrt Chodkiewicze podle Franciszka Smuglewicze (1806)

Mírová Chotynská smlouva byla podepsána 9. října:s.373 a odrážela nerozhodnou povahu bitvy samotné. Některá ujednání byla příznivější pro Unii, ale Osmané také dostali, co chtěli. Nedošlo k žádným územním změnám. Potvrzenou hranicí mezi Polsko-litevskem a Osmanskou říší se stala řeka Dněstr a Unie uznala osmanskou nadvládu v Moldávii. V Polsko-litevsku i mezi kozáky bylo zastavení obrovské osmanské armády vnímáno jako velké vítězství.
Sám sultán Osman II. nebyl spokojený s výsledkem bitvy a vinu svaloval na janičáře. Chtěl zmodernizovat armádu, kterou obviňoval z porážky; jeho modernizační plány se ovšem setkaly s odporem tradičně smýšlejících janičárů. Tento odpor vyústil v jejich povstání roku 1622, při kterém byl Osman sesazen a zabit.
Po smrti velkohejtmana Chodkiewicze během bitvy se musela Unie smířit se ztrátou další významné vojenské osobnosti 17. století. Šlo o Petra Konaševiče-Sahajdačného, hejtmana záporožských kozáků (formálně registrovaných kozáků), který se nedokázal zotavit ze zranění v boji a o několik měsíců později zemřel.

## Vliv na kulturu
Bitva u Chotynu, prohlášena za velké vítězství nad „pohany“, byla do té doby největší bitvou v historii Polsko-litevské unie. Mezi vzniklými záznamy bitvy se nachází spíše jednostranný od Wacława Potockého s názvem Transakcja wojny chocimskiej (Vývoj chotynské války),:s.347 který napsal během období let 1669 až 1672. Záznam byl založený na méně známém Commentariorum Chotinensis belli libri tres (Komentář k válce chotynské o třech svazcích; deník publikovaný roku 1646) od Jakuba Sobieského a dalších dnes již ztracených pramenech.
Na osmanské straně sultán Osman II. veřejně prohlásil, že výsledek bitvy byl osmanským vítězstvím nad „giaoury“ (bezvěrec v turečtině). Do Konstantinopole vstoupil 27. prosince 1621 s vítězným procesím; tři dny a tři noci probíhaly bujaré oslavy. Nicméně samotný sultán nebyl spokojen s výsledkem bitvy a chováním janičárů, jeho dvorních jednotek, během tažení a začal přijímat opatření k reformě osmanské armády. Tento pokus vyústil v Konstantinopoli během května 1622 v povstání armády, studentů medresy (náboženská škola) a zámožných obchodníků, na jehož konci byl sultán sesazen a zabit vůdci davu.[zdroj?] Samo povstání a úmrtí mladého sultána, kterému bylo v době smrti pouhých 17 let, patří k jedněm z nejpopisovanějších událostí osmanskými historiky a často se vyskytuje v osmanské dvorní literatuře a osmanské lidové literatuře. V istanbulských kavárnách pro prostý lid (až do konce 19. století) si zvykli veřejní vypravěči líčit příběhy, mnohé formou poezie, o hrdinských činech Mladého sultána (zahrnující i bitvu u Chotynu) a jeho tragickém konci.
Bitvu u Chotynu připomíná nápis na hrobě Neznámého vojína ve Varšavě s textem „CHOCIM 2 IX - 9 X 1621/10 - 11 XI 1673“.